# Nephelea tenerifrons
Nephelea tenerifrons là một loài dương xỉ trong họ Cyatheaceae. Loài này được Christ R.M. Tryon mô tả khoa học đầu tiên năm 1970.